# Kościół św. Stanisława Biskupa w Trześniowie
Kościół św. Stanisława Biskupa – zabytkowy rzymskokatolicki kościół, znajdujący się w Trześniowie, w województwie podkarpackim, w powiecie brzozowskim, w gminie Haczów.
Kościół został wpisany do rejestru zabytków nieruchomych województwa podkarpackiego.

## Historia
Poprzedni kościółek drewniany kryty gontem, wzniesiony w 1590 roku, został rozebrany w 1898 i w jego miejscu w latach 1893–1899 wybudowano nowy, murowany, według projektu Jana Sas-Zubrzyckiego. Kościół poświęcono 24 czerwca 1909 roku .

## Architektura
Budynek neoromański, murowany z dwukolorowej cegły, pseudobazylikowy, z transeptem, trójnawowy. Nawa główna nakryta jest dachem dwuspadowym, a nawy boczne dechami pulpitowymi. Na skrzyżowaniu kalenic nawy głównej i transeptu znajduje się sygnaturka. Do budowy rozet i neoromańskiego portalu w wieży zegarowej został użyty kamień. Wieża wzmocniona skarpami nakryta jest dachem wieżowym.

## Wystrój i wyposażenie
- Ołtarz w stylu barokowym z XVIII wieku[4] ;
- ołtarz z 1896 roku autorstwa Jana Sas-Zubrzyckiego[6];
- obraz, przedstawiający spotkanie Pana Jezusa w cierniowej koronie z Matką Bożą Bolesną w otoczeniu dwóch świętych patronów polskich, św. Wojciecha i św. Stanisława Biskupa, z początku XVI wieku[4] ;
- obraz Matki Bożej Częstochowskiej z XVIII wieku[4] ;
- polichromia autorstwa Władysława Lisowskiego z roku 1927[3].